# Trestněprávní imunita
Trestněprávní imunita způsobuje vynětí z pravomoci orgánů činných v trestním řízení. Taková exempce se rozlišuje na úplnou nebo částečnou hmotněprávní beztrestnost a na pouze procesní nestíhatelnost. Beztrestnost neboli indemnita vede k úplnému zastavení trestního stíhání, zatímco dočasná nestíhatelnost jakožto imunita v užším smyslu jen k jeho přerušení. Trestněprávní imunita se nicméně nemusí vždy krýt s přestupkovou imunitou. V českém právu má svůj základ v ustanovení § 10 trestního řádu a požívají ji podle zákona nebo mezinárodního práva zejména diplomaté, hlava státu, zákonodárci a soudci. Vznikne-li pochybnost, zda ji v daném případě určitá osoba má, rozhodne o tom Nejvyšší soud.

## Diplomaté
Diplomatická imunita vychází částečně ze zvykového, ale především smluvního mezinárodního práva, u členů stálých diplomatických misí z Vídeňské úmluvy o diplomatických stycích (č. 157/1964 Sb., zejména čl. 31), u členů zvláštních misí z Úmluvy o zvláštních misích (č. 40/1987 Sb., čl. 31) a u konzulárních zástupců z Vídeňské úmluvy o konzulárních stycích (č. 32/1969 Sb., čl. 43). Např. z Vídeňské úmluvy o diplomatických stycích výslovně plyne, že kromě imunity vůči trestní jurisdikci přijímajícího státu mají diplomatičtí zástupci také tu výsadu, že nemohou být žádným způsobem zatčeni nebo zadrženi a nejsou povinni vypovídat ani jako svědci. Totéž s určitými výjimkami platí i pro členy jejich rodin a pro personál mise. Na druhou stranu nejsou zbaveni odpovědnosti vůči trestní jurisdikci svého státu, jenž je na diplomatickou misi vyslal a který se také může ještě během výkonu jejich funkce vynětí z jurisdikce přijímajícího státu pro konkrétní osobu zříct. Kromě toho taková jinak trvalá procesní imunita, která má podobné účinky jako hmotněprávní beztresnost, platí po skončení diplomatické funkce jen vůči oficiálním činnostem při výkonu funkce. Diplomaté jsou navíc obecně vázáni dbát zákonů přijímajícího státu.

## Prezident republiky
Českého prezidenta lze podle článku 65 Ústavy postihnout pouze pro velezradu nebo pro hrubé porušení Ústavy nebo jiné součásti ústavního pořádku. Řízení provádí Ústavní soud na základě ústavní žaloby Senátu se souhlasem Poslanecké sněmovny. Jinak jej nelze zadržet, trestně stíhat ani stíhat pro přestupek nebo jiný správní delikt. To však platí jen po dobu výkonu jeho funkce, z čehož plyne, že po uvolnění z úřadu již trestní stíhání není vyloučeno. Naproti tomu až do roku 2013 platilo, že trestní stíhání pro trestné činy, které by spáchal po dobu výkonu funkce, je vyloučeno navždy. Původní faktická beztrestnost se tedy změnila na dočasnou nestíhatelnost.

## Poslanci a senátoři
Trestněprávní imunita zákonodárců vychází z článku 27 Ústavy, pro kterou je vžitý a veřejností používaný termín „poslanecká imunita“, ačkoli se nevztahuje jen na poslance, ale i na senátory. Přestože je spjata přímo s mandátem daného zákonodárce, její význam lze vidět především v posílení nezávislosti rozhodování zákonodárného sboru. Rozlišuje se zde přitom indemnita, absolutní beztrestnost za hlasování, resp. trvalá trestní nestíhatelnost za projevy učiněné v dané parlamentní komoře, které by jinak založily skutkovou podstatu nějakého trestného činu a které stejně jako přestupky spadají pouze pod disciplinární pravomoc příslušné komory, a trestněprávní imunita v užším slova smyslu. Pro trestní stíhání poslance nebo senátora za jiné skutky, než jsou parlamentní projevy nebo hlasování, je zapotřebí souhlasu komory, jejímž je členem. Odepře-li ta takový souhlas dát, je trestní stíhání po dobu trvání mandátu vyloučeno – jde o dočasnou nestíhatelnost (také zde došlo roku 2013 ke změně, do té doby platilo, že odepření souhlasu vylučuje trestní stíhání navždy). Imunita zákonodárců se projevuje též při jejich zadržení, to lze provést pouze při spáchání trestného činu či bezprostředně poté, a i v takovém případě je pro předání soudu nutné získat souhlas předsedy Poslanecké sněmovny či Senátu.
Celý proces přípravy řízení v imunitních věcech zajišťuje mandátový a imunitní výbor (poslanecký i senátorský). Ten má za úkol zjistit, zda jsou dodrženy všechny podmínky pro trestní stíhání daného zákonodárce, zda žádost o odejmutí imunity zákonodárce obsahuje především vymezení skutkové podstaty trestného činu a předpokládanou právní kvalifikaci. Dále tyto kontrolní výbory umožňují danému zákonodárci podat k celé věci vysvětlení a vyjádřit se na svou obhajobu, následně provedou celkové šetření případu a předloží příslušné parlamentní komoře návrh rozhodnutí. Pokud se komora vyjádří k návrhu souhlasně, je daný zákonodárce zbaven procesní imunity, což ho v daném trestním řízení staví do role řadového občana, na kterého může být uplatněno i vzetí do vazby či požadováno nastoupení výkonu trestu odnětí svobody.

## Soudci
Soudci Ústavního soudu mají na základě článku 86 Ústavy prakticky totožnou trestněprávní imunitu jako zákonodárci, souhlas s jejich trestním stíháním, případně i pro předání zadrženého soudu, se však vždy řeší na půdě Senátu. Zjišťování podmínek pro trestní stíhání a vyjádření daného soudce provádí také jeho mandátový a imunitní výbor.
Naproti tomu trestněprávní exempce u soudců obecných soudů může být podle § 76 zákona o soudech a soudcích dána jen v případě, jde-li o stíhání za trestný čin, který spáchali při výkonu funkce soudce nebo v souvislosti s ním. Nutný souhlas s trestním stíháním, stejně jako s případným vzetím do vazby, zde dává prezident republiky, neudělí-li jej, jde o trvalou procesní překážku nestíhatelnosti (v případě přísedících taková možnost vynětí z pravomoci orgánů činných v trestním řízení není). Kromě žádosti o poskytnutí souhlasu je navíc třeba vyrozumět Ministerstvo spravedlnosti a předsedu daného soudu.

## Veřejný ochránce práv
Podobně jako soudci obecných soudů je před případným trestním stíháním chráněn i veřejný ochránce práv (§ 7 odst. 1 zákona č. 349/1999 Sb.), ovšem vzhledem k tomu, že jeho funkční období je na rozdíl od soudců, kteří jsou jmenováni do své funkce bez časového omezení, stanoveno jen na šest let, působí překážka nestíhatelnosti pouze po zbývající dobu výkonu jeho funkce. O udělení souhlasu s trestním stíháním zde rozhoduje Poslanecká sněmovna.

## GREVIO
Istanbulská úmluva podepsaná za Česko v roce 2016, která však dosud (2024) nebyla ratifikována, zavádí expertní skupinu GREVIO (čl. 66, bod 7.). Členové této skupiny a „ostatní členové delegace při návštěvě určité země“ požívají „imunity vůči jakémukoli druhu právních postupů v souvislosti se slovy pronesenými či napsanými a činy uskutečněnými v rámci výkonu své funkce“ (Dodatek – Privilegia a imunity, čl. 2). Tato imunita vůči „vůči právním postupům v souvislosti se slovy vyřčenými nebo napsanými a veškerými počiny uskutečněnými při výkonu jejich funkcí“ bude trvat „i tehdy, kdy dotyčné osoby již nebudou tyto funkce zastávat.“ (Dodatek, čl. 5).  Pro účely celní a devizové kontroly budou vybaveni týmiž možnostmi, jimiž disponují zástupci cizích vlád (Dodatek, čl. 3). 